# GIMPShop
GIMPshop – modyfikacja wolnego/otwartego programu graficznego GIMP (ang. GNU Image Manipulation Program). Jak twierdzi sam autor:

My original purpose for GIMPshop was to make the Gimp accessible to the many Adobe Photoshop users out there. I hope I’ve done that. And maybe along the way, I can convert a Photoshop pirate into a Gimp user.

Z właściwości GIMPa posiada jego możliwości dostosowania do własnych potrzeb, dostępność na większość systemów operacyjnych. Niektórzy krytycy zarzucają mu brak terminologii używanej w produkcie firmy Adobe.
W wersji na Windows GIMPshop używa wtyczki nazwanej „Deweirdifyer” do połączenia dużej liczby okien w podobny sposób, w jakim to robi MDI, stosowany przez większość windowsowych pakietów graficznych. Od marca 2006 roku obsługuje on wtyczki Photoshopa przez serwer wtyczek, który można uruchomić zarówno pod Windowsem, jak i Linuksem zwany – pspi. Wszystkie własne wtyczki (filtry, pędzle) GIMPa pozostają dostępne.
Dzięki zmianom interfejsu w GIMPshopie można wykorzystać niektóre z tutoriali zrobionych dla Photoshopa.
GIMPshop został stworzony przez Next New Networks (poprzednio Attack of the Show!) Scota Moschella i zaprojektowany dla Mac OS X. Został przeportowany do obsługi systemów Windows, Linux i Solaris. Nie obsługuje on najnowszego dziecka Apple – Leopard X11, ponieważ został oparty na Gimpie w wersji 2.2.11.